# Beriáin
Beriáin è un comune spagnolo di 2 739 abitanti situato nella comunità autonoma della Navarra.

Il comune venne creato nel 1996 come distaccamento da Galar.